# Chalcolema
Chalcolema là một chi bọ cánh cứng trong họ Chrysomelidae.
Chi này được Jacoby miêu tả khoa học năm 1890.

## Các loài
Các loài trong chi này gồm:
- Chalcolema glabrata Tan, 1982
- Chalcolema mausonika Eroshkina, 1992
- Chalcolema sangzhiensis Tan, 1993
- Chalcolema splendida Tan, 1992